# Емельянов, Николай Александрович
Николай Александрович Емельянов (20 декабря 1871 (1 января 1872), Сестрорецк — 13 августа 1958, Сестрорецк) — русский революционер.

## Биография
В партии большевиков (РСДРП(б)) с 1904 года, занимался перевозкой оружия и литературы из Финляндии. С 1905 года знаком с В. И. Лениным. Весна-лето 1917 г. депутат Петросовета. Известен как один из организаторов подполья В. И. Ленина с 10 июля 1917 года в посёлке Разлив под Сестрорецком, там же укрывал и Г. Е. Зиновьева. В настоящее время это памятники Сарай и Шалаш.
Участвовал в штурме Зимнего дворца. В 1919 году председатель Сестрорецкого горсовета. В 1921 году участвует в подавлении восстания в Кронштадте. В том же году в системе Наркомата внешней торговли работает за границей. Имел рекомендательные письма В. И. Ленина. С 1925 года на хозяйственной работе возглавлял Сестрорецкий райком партии, а затем, опять же по партийной линии, уехал на работу в Москву.
В 1932 г. был удостоен персональной пенсии, но уже в декабре этого года репрессирован (выступил в защиту Зиновьева) вместе с женой, приговорён к 10 годам лагерей, затем находился в ссылке в Казахстане. Освобождён после смерти Сталина, в 1956 году Емельянову была возвращена персональная пенсия.
Похоронен на кладбище города Сестрорецка.

## Семья и репрессии
Жена — Надежда Кондратьевна (1877—1961), была репрессирована одновременно с Н. А. Емельяновым. В семье было 7 сыновей. Сыновья — Александр, Кондратий и Николай Емельяновы. Кондратий работал помощником главного инженера Мосжилстроя, Николай руководил крупным предприятием в Москве. Александр Емельянов возглавлял лечебное хозяйство Сестрорецкого курорта. После 1934 года все они были арестованы, Николай и Кондратий расстреляны в 1937 году. Александр дважды отбывал сроки заключения, реабилитирован после 1956 года.

## Награды
- Орден Ленина (1956)[2]

## Память

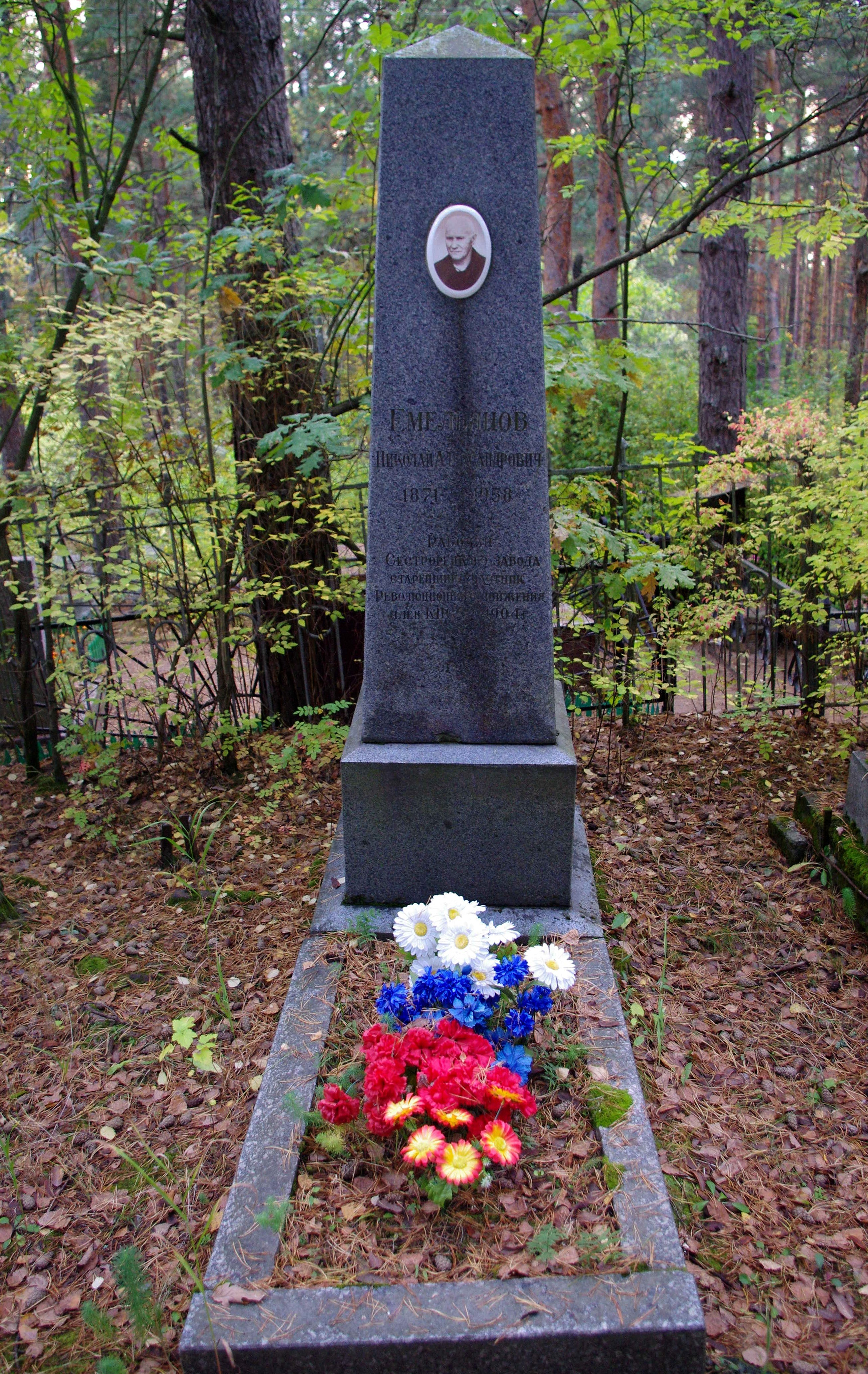

Надгробие Н. А. Емельянова на кладбище города Сестрорецка (1960 г.) является памятником монументального искусства культурно-исторического наследия федерального уровня охраны.
- Постановление Совета министров РСФСР от 04.12.1974 № 624
- Указ Президента РФ от 20.02.1995 № 176.
- Постановление Правительства РФ от 10.07.2001 № 527.

## Киновоплощение
- 1957 «Рассказы о Ленине». В роли Николая Емельянова — Всеволод Санаев
- 1963 «Синяя тетрадь». В роли Николая Емельянова — Николай Лебедев

## Емельяновы[5]
Старший и самый известный из братьев Николай Александрович — высококвалифицированный слесарь-механик, входивший в состав экспертной заводской комиссии наравне с инженерами.
Первое поколение большевиков Емельяновых — братья Николай, Василий и Иван. Все трое участники трёх российских революций, гражданской войны и социалистического строительства. Николай вступил в партию большевиков в 1904 году, в июле 1917 года он укрывал Ленина и Зиновьева в Разливе.
Василий большевик с июля 1905 года, состоял в боевой дружине, в январе 1907 года был арестован и сослан в Вологодскую губернию на два года. Затем служба в пехотном полку крепости Свеаборг, возвращение на сестрорецкий завод. В августе 1910 года второй арест вместе с братом Иваном, два года следствий и каторга на шесть лет за вооружённое нападение и принадлежность к анархистам-коммунистам. Февраль 1917 года вернул их с каторги. В Сестрорецке Василий сразу вступает в Красную гвардию, как и оба его брата. Задания Военно-революционного комитета, охрана Смольного, разгром мятежа Керенского-Краснова. В октябре 1918 года в Комиссариате продовольствия Северной области, во главе которого стоял Восков С. П. 18 октября 1918 года Василий был избран председателем союза рыбаков и работал на этом посту до 1930 года. До 1939 года работал управляющим ленинградских контор «Рыбконсервэкспорт» и «Экспортхлеб». С 1939 года на пенсии. В годы Великой Отечественной войны занимался продовольственным обеспечением частей действующей армии и населения блокадного Ленинграда. После войны на руководящей работе в Ленинградском отделении Всесоюзного объединения «Союзвнештранс». На пенсии вёл активную общественную работу. Награждён двумя орденами Ленина, орденом «Знак Почёта», медалями.
Иван Александрович (1890—1979) до 1917 года его жизнь повторила жизнь Василия. С апреля 1917 года в партии большевиков, Красная гвардия, участник Октябрьского вооружённого восстания в Петрограде и гражданской войны в Сибири. С 1920 года депутат Сестрорецкого Совета, участник подавления Кронштадтского мятежа. С 1923 по 1937 год работал на Сестрорецком заводе. В 1937 году исключён из партии за связь с братом Николаем и его сыновьями. Во время Великой Отечественной войны в отряде самообороны под Ленинградом. В 1955 году он восстановлен в партии. В 1958 году избран депутатом Сестрорецкого районного Совета. С 1966 года — на пенсии.
Ещё один брат Савва умер от тифа в 1919 году. Был также революционером.
Старший брат Николай по рекомендации Ленина командирован за границу в 1921 году, для борьбы с воровством и саботажем заграничных чиновников Внешторга. Работал в Эстонии, затем в Москве. С 1932 года на пенсии. В 1935 году арестован (повод — высказывания с сыновьями в 1927 году в поддержку троцкистско-зиновьевской оппозиции), 10 лет тюрьмы. 1937 год — ссылка в Сарапул. С 1941 по 1945 годы жил в Омске и работал в совхозе под Омском. В 1945 году вернулся в Разлив. В 1954 году восстановлен в партии и награждён орденом Ленина. Его жена Надежда Кондратьевна (1877—1961 г.г.) член партии с 1907 по 1925 год, выбыла из партии по инвалидности. Не была репрессирована. В 1956 году награждена орденом Трудового Красного Знамени.
Сыновья:
Александр Николаевич (1899—1982) — член партии с 1917 года, красногвардеец. Помогал отцу обеспечивать безопасность Ленина и Зиновьева в Разливе. Участник Октябрьского вооружённого восстания в Петрограде. После службы в Красной армии работал на Сестрорецком заводе токарем. По рекомендации Ленина в октябре 1920 года поступил на командные кавалерийские курсы. Директор лечебного хозяйства Сестрорецкого курорта. Арестован в 1934 году в Смоленске, где находился на курсах по переподготовке кадров. Освобождён в феврале 1939 года, жил и работал в Омске до 1941 года. В годы Великой Отечественной войны на фронте. С 1946 по 1949 год работал токарем в совхозе под Омском. В 1949 году арестован. В 1954 году освобождён и приехал в Разлив на завод. 1957 — реабилитация с восстановлением партстажа с 1917 года. 1965 год пенсионер союзного значения. 1970 — награждён орденом Красной Звезды.
Кондратий Николаевич (1901—16 декабря 1937) Член партии с 1917 по 1927 год. С 1917 по 1930 год служил в Красной гвардии, потом в Красной армии. В 1921 году по рекомендации Ленина поступил в Военно-инженерную академию и окончил её. После демобилизации работал инженером в Сестрорецке и в Москве. Арестован в 1934 году, приговорён к 4 годам ИТЛ, расстрелян в 1937 году. Реабилитирован.
Сергей Николаевич (1902—1919), член РКСМ, служил в Курсантской бригаде Котовского. При штурме Перекопа был смертельно ранен и умер в госпитале в Таганроге.
Николай Николаевич (1905—1937 или 1938), в 12 лет на покосе в Разливе нёс дозорную службу и помогал чем мог. Член ВЛКСМ. Окончил рабфак при Политехническом институте затем командировка в Германию для учёбы на кинооператора. В 1928 году отозван. Жил и работал в Москве. Арестован в 1935 году, убит якобы при попытке к бегству.
Анатолий Николаевич (1907-????). Работал на Сестрорецком заводе. В 1929 году уехал на крупную стройку пятилетки. Дальнейшая судьба неизвестна.
Лев Николаевич (1911 год рождения), член КПСС с 1964 года. Участник Великой Отечественной войны, живёт в Москве. Токарь. Имеет награды, персональный пенсионер.
Георгий Николаевич (1914—1944), беспартийный, шофёр. Погиб в 1944 году в боях за освобождение Румынии.
Внуки:
Емельянов Николай работал в 1970 году сборщиком на Сестрорецком инструментальном заводе.